# Exenterus xanthostigma
Exenterus xanthostigma är en stekelart som först beskrevs av Rudow 1883.  Exenterus xanthostigma ingår i släktet Exenterus och familjen brokparasitsteklar. Inga underarter finns listade i Catalogue of Life.